# ناخا
ناخا، روستایی از توابع بخش ارم در شهرستان دشتستان در استان بوشهر در ایران است.

## جمعیت
این روستا در دهستان ارم قرار داشته و براساس سرشماری سال ۱۳۸۵ جمعیت آن ۳۲نفر (۵خانوار) می‌باشد.